# 五星湖
五星湖是一个位于中国黑龙江省双鸭山市的湖泊，面积约为1.24平方千米，属于东北平原。它的一级流域为黑龙江流域，二级流域为松花江水系。